# Kateryna Karpjuk
Kateryna Wolodymyriwna Karpjuk, geb. Klymjuk (ukrainisch Катерина Володимирівна Карпюк (Климюк); englisch Kateryna Karpiuk (Klymiuk); * 2. Juni 1995 in Riwne) ist eine ukrainische Leichtathletin, die sich auf den 400-Meter-Lauf spezialisiert hat und vor allem mit der ukrainischen 4-mal-400-Meter-Staffel Erfolge feiert.

## Sportliche Laufbahn
Erstmals bei einer internationalen Meisterschaft, trat Kateryna Karpjuk den Jugendweltmeisterschaften 2011 nahe Lille an. Dort schied sie im Einzelbewerb im Halbfinale aus und auch mit der ukrainischen Sprintstaffel (1000 Meter) konnte sie nicht das Finale erreichen. Bei den Junioreneuropameisterschaften 2013 in Rieti belegte sie mit der ukrainischen Staffel den vierten Platz. 2014 gelangte sie bei den Juniorenweltmeisterschaften in den Vereinigten Staaten bis in das Halbfinale. 2015 belegte sie bei den U23-Europameisterschaften in Tallinn mit der ukrainischen 4-mal-400-Meter-Staffel den fünften Platz und schied im Einzelbewerb in der Vorrunde aus. Zwei Jahre später gewann sie mit der ukrainischen Stafette die Bronzemedaille bei den U23-Europameisterschaften im polnischen Bydgoszcz. Im Einzelbewerb schied sie erneut im Vorlauf aus. Zudem wurde sie mit der ukrainischen Mannschaft Zweite bei der Team-Europameisterschaft in Frankreich. Sie qualifizierte sich auch für die Weltmeisterschaften in London, schied dort mit der Staffel aber bereits in der  Vorrunde aus. Wenige Wochen später erfolgte die Teilnahme an den Weltstudentenspielen in Taipeh, bei denen sie im Einzelbewerb den achten Platz belegte und mit der Staffel disqualifiziert wurde.
2018 nahm sie mit der ukrainischen Stafette an den Hallenweltmeisterschaften in Birmingham teil und belegte in 3:31,32 min den vierten Platz. Bei den Europameisterschaften in Berlin wurde sie mit der Staffel im Vorlauf disqualifiziert. Im Jahr darauf schied sie bei den Halleneuropameisterschaften in Glasgow mit 53,68 s in der ersten Runde aus und bei den World Relays in Yokohama wurde sie mit der 4-mal-400-Meter-Staffel im Vorlauf disqualifiziert. Zuvor siegte sie bei den Balkan-Hallenmeisterschaften in Istanbul in 3:33,76 min mit der Staffel. Im Juli wurde sie bei der Sommer-Universiade in Neapel in 52,52 s Achte und siegte mit der Staffel in 3:30,82 min. Anfang Oktober belegte sie bei den Weltmeisterschaften in Doha in 3:27,48 min den sechsten Platz mit der Frauenstaffel und verpasste in der Mixed-Staffel in 3:17,50 min den Finaleinzug. Anschließend belegte sie bei den Militärweltspielen in Wuhan in 53,62 s den achten Platz über 400 Meter und gewann mit der Staffel in 3:33,68 min die Bronzemedaille hinter den Teams aus Polen und Russland. 2021 erreichte sie bei den Halleneuropameisterschaften in Toruń das Halbfinale über 400 Meter und schied dort mit 53,10 s aus und belegte mit der Staffel in neuer Landesrekordzeit von 3:30,38 min den fünften Platz. Im Sommer startete sie mit der 4-mal-400-Meter-Staffel bei den Olympischen Sommerspielen in Tokio und schied dort mit 3:24,50 min im Vorlauf aus. Auch in der Mixed-Staffel über 4-mal 400 Meter verpasste sie mit 3:14,21 min den Finaleinzug.
Seit 2022 startete sie unter dem Namen Karpjuk und schied im Juli bei den Weltmeisterschaften in Eugene mit 3:29,25 min im Vorlauf der 4-mal-400-Meter-Staffel aus. Im Jahr darauf wurde sie bei der 2. Liga der Team-Europameisterschaft im Zuge der Europaspiele in Chorzów in 52,45 s Fünfte im A-Lauf über 400 Meter und gelangte mit der Mixed-Staffel mit 3:15,13 min auf den dritten Platz im A-Lauf. Anschließend gewann sie bei den Balkan-Meisterschaften in Kraljevo in 52,89 s die Silbermedaille über 400 Meter hinter der Rumänin Andrea Miklós und mit der Frauenstaffel siegte sie in 3:31,88 min. Im August kam sie bei den Weltmeisterschaften in Budapest mit 52,66 s nicht über die ersten Runde im Einzelbewerb hinaus. Bei den World Athletics Relays 2024 in Nassau wurde sie in 3:33,43 min Dritte im Fünfte im C-Lauf über 4-mal 400 Meter in der 2. Qualifikationsrunde für die Olympischen Spiele. Anschließend siegte sie mit der Staffel in 3:31,36 min bei den Balkan-Meisterschaften in Izmir. Kurz darauf schied sie bei den Europameisterschaften in Rom mit 53,06 s im Vorlauf über 400 Meter aus und verpasste mit der Staffel mit 3:27,59 min den Finaleinzug.
In den Jahren 2017, 2022 und 2023 wurde Karpjuk ukrainische Meisterin im 400-Meter-Lauf im Freien sowie 2023 auch in der Halle.

## Persönliche Bestzeiten
- 200 Meter: 24,19 s (+1,7 m/s), 26. Mai 2019 in Kropywnyzkyj
  - 200 Meter (Halle): 24,69 s, 19. Januar 2019 in Sumy
- 400 Meter: 51,84 s, 30. August 2020 in Luzk
  - 400 Meter (Halle): 52,70 s, 5. März 2021 in Toruń